# Hymenaea

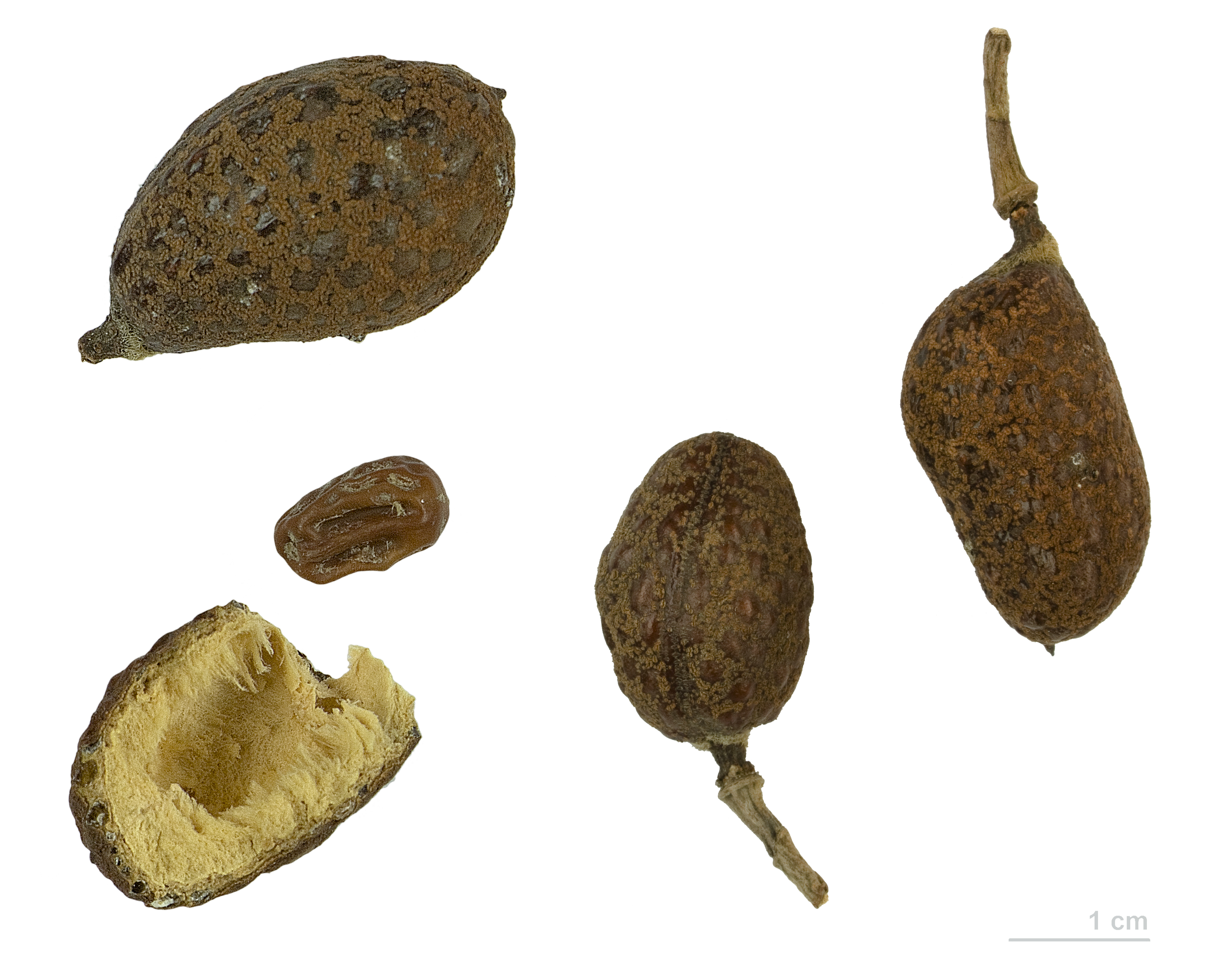
Hymenaea verrucosa

Hymenaea är ett släkte av familjen ärtväxter, tillhörigt underfamiljen Caesalpinoideae.
Släktet har 8 i tropiska Amerika inhemska arter, träd med parbladiga, läderartade blad, stora vita i klase anordnade blommor och läderartad baljlik frukt. Lokusträdet Hymenaea Courbaril, lämnar ett brunt till rött hårt virke, courbarilträ. Lokusträdet och andra arter lämnar på rötter och bark ett gult till mörkgrönt harts som är främsta materialen för brasiliansk kopal. De garvämnesrika frukterna kallas ofta algarobilla.